# دوباره برقص (ترانه سلنا گومز)
«دوباره برقص» (به انگلیسی: Dance Again) ترانه‌ای از خواننده آمریکایی سلنا گومز برای سومین آلبوم استودیویی‌اش، کمیاب (۲۰۲۰) است.